# Salmon (lớp tàu ngầm)
Lớp tàu ngầm Salmon bao gồm sáu tàu ngầm diesel-điện được Hải quân Hoa Kỳ chế tạo vào cuối thập niên 1930. Chúng là một bước phát triển quan trọng trong khái niệm thiết kế "tàu ngầm hạm đội" trong giai đoạn trước Chiến tranh Thế giới thứ hai, có nhiều cải tiến so với lớp Porpoise dẫn trước, và lần đầu tiên đạt được tốc độ 21 hải lý trên giờ (39 km/h) với một hệ thống động lực tin cậy, cho phép chúng hoạt động phối hợp với các thiết giáp hạm tiêu chuẩn trong đội hình hạm đội. Ngoài ra, tầm hoạt động 11.000 hải lý (20.000 km) mà không cần tiếp thêm nhiên liệu cho phép chúng tuần tra đến tận vùng biển nhà Nhật Bản. Lớp Salmon và lớp   Sargo tiếp nối trở thành những tàu chiến chắc chắn và tin cậy trong Thế Chiến II. Trong một số nguồn, các lớp Salmon và Sargo còn được gọi là "Lớp S mới" nhóm thứ nhất và nhóm thứ hai, tương ứng.

## Thiết kế

### Lịch sử
Được chấp thuận chế tạo trong năm tàu chính 1936 theo Đạo luật Vinson-Trammell,  hai thiết kế riêng biệt nhưng tương tự nhau được phát triển và do ba xưởng đóng tàu khác nhau chế tạo. Electric Boat Company tại Groton, Connecticut thiết kế và chế tạo Salmon, Seal và Skipjack (SS-182 đến 184); Xưởng hải quân Portsmouth tại Kittery, Maine đề xuất một thiết kế vốn trở thành Snapper và Stingray (SS-185 & 186). Sử dụng đề án của Portsmouth, Xưởng hải quân Mare Island tại Vallejo, California chế tạo chiếc Sturgeon (SS-187).
Hai thiết kế có những chi tiết khác biệt nhỏ về vị trí nắp hầm phòng động cơ phía trước, phòng nghỉ của thủy thủ, kiểu dáng của tháp chỉ huy, và đáng kể nhất là nắp đậy van nạp hơi chính. Sự khác biệt này đã đưa đến thương vong trên các chiếc Snapper và Sturgeon và việc chiếc Squalus bị đắm khi lặn thử máy. Lớn hơn đáng kể so với lớp Porpoise, tháp chỉ huy do Electric Boat thiết kế có hai đầu hình cầu lồi, trong khi thiết kế của Portsmouth có hỉnh cầu lồi phía sau và lỏm phía trước. Portsmouth và Mare Island gặp khó khăn khi chế tạo tháp chỉ huy, do xuất hiện vết nứt khiến vỏ tàu không đạt thử nghiệm về áp lực. Vấn đề sau cùng cũng được giải quyết, nhưng kinh nghiệm này khiến các xưởng tàu hải quân áp dụng thiết kế hai đầu lồi trong suốt nhiều năm tiếp theo.

### Đặc tính chung
Hình dạng bên ngoài giữa hai thiết kế chỉ có những khác biệt nhỏ về dạng mép trên phía sau tháp chỉ huy; thiết kế của Electric Boat vuốt thấp dần về phía sau, trong khi thiết kế của xưởng tàu hải quân cao hơn và thẳng hơn. Ngoài ra, ba chiếc do Electric Boat đóng lúc hạ thủy có hai kính tiềm vọng dài Bản mẫu:Convet, yêu cầu một bệ đỡ kính tiềm vọng nhỏ hơn trên tháp chỉ huy; ba chiếc do các xưởng tàu hải quân đóng trang bị một kính tiềm vọng 34 ft và một dài Bản mẫu:Convet, đòi hỏi một bệ đỡ và lan can cao hơn.

### Hệ thống động lực
Hai kiểu động cơ diesel chính khác nhau được trang bị trong quá trình chế tạo. Những chiếc đóng tại các xưởng tàu hải quân được trang bị kiểu động cơ mới GM-Winton 16-248 V16. Việc tiếp tục phát triển của GM-Winton đã khắc phục những vấn đề ban đầu, và kiểu động cơ này được xem là tin cậy và chắn chắn. Ba chiếc đóng bởi Electric Boat được trang bị một phiên bản 9 xy lanh của động cơ Hooven-Owens-Rentschler (H.O.R.) với xy lanh hoạt động hai chiều. Thiết kế này dựa trên một thiết kế động cơ hơi nước rất thành công, cung cấp lực đẩy trên cả hai chiều chuyển động của piston, hứa hẹn sẽ tăng gấp đôi công suất trên cùng kích cỡ một động cơ thẳng hàng hay bố trí chữ V. Không may là H.O.R. gặp phải rắc rối lớn trong thiết kế và chế tạo khi áp dụng khái niệm này trên động cơ đốt trong; chúng bị rung động rất lớn do mất cân bằng các buồng đốt, nhanh chóng làm hỏng các chi tiết động cơ. Miễn cưỡng không muốn từ bỏ một khái niệm đầy hứa hẹn, Hải quân tiếp tục sử dụng loại động cơ này trong lúc chờ đợi H.O.R. cải tiến để khắc phục vấn đề. Mãi đến khi chiến tranh tại Thái Bình Dương nổ ra, ngân sách đủ cung cấp và nhu cầu hoạt động đã khiến loại động cơ này được thay thế bằng kiểu GM-Winton 16-278A khi các con tàu được đại tu lần đầu tiên trong chiến tranh.

## Những chiếc trong lớp
| Tên (ký hiệu lườn) | Xưởng đóng tàu             | Đặt lườn          | Hạ thủy           | Nhập biên chế     | Xuất biên chế     | Số phận                                                                                 |
| ------------------ | -------------------------- | ----------------- | ----------------- | ----------------- | ----------------- | --------------------------------------------------------------------------------------- |
| Salmon (SS-182)    | Electric Boat              | 15 tháng 4, 1936  | 12 tháng 6, 1937  | 15 tháng 3, 1938  | 24 tháng 9, 1945  | 1946                                                                                    |
| Seal (SS-183)      | Electric Boat              | 25 tháng 5, 1936  | 25 tháng 4, 1937  | 30 tháng 4, 1938  | 15 tháng 11, 1945 | Tàu huấn luyện dự bị; tháo dỡ 1956                                                      |
| Skipjack (SS-184)  | Electric Boat              | 22 tháng 7, 1936  | 23 tháng 10, 1937 | 30 tháng 6, 1938  | 28 tháng 8, 1946  | Dùng làm mục tiêu thử bom nguyên tử tháng 7, 1946; đánh chìm như mục tiêu tháng 8, 1948 |
| Snapper (SS-185)   | Xưởng hải quân Portsmouth  | 23 tháng 7, 1936  | 24 tháng 8, 1937  | 15 tháng 12, 1937 | 17 tháng 11, 1945 | Tháo dỡ 1948                                                                            |
| Stingray (SS-186)  | Xưởng hải quân Portsmouth  | 1 tháng 10, 1936  | 6 tháng 10, 1937  | 15 tháng 3, 1938  | 17 tháng 10, 1945 | Tháo dỡ 1946                                                                            |
| Sturgeon (SS-187)  | Xưởng hải quân Mare Island | 27 tháng 10, 1936 | 15 tháng 3, 1938  | 25 tháng 6, 1938  | 15 tháng 11, 1945 | Tháo dỡ 1948                                                                            |